# Barkijul
Barkijul (arab. باركيول; fr. Barkewol; Aftut) – miasto w zachodniej Mauretanii, w regionie Al-Asaba, w departamencie Barkijul. Siedziba administracyjna gminy Barkijul. W 2000 roku liczyło ok. 2,9 tys. mieszkańców.